# Tribocorrosion
La tribocorrosion peut être définie comme le processus conduisant à la dégradation et à l'usure des matériaux métalliques sous l'action combinée du frottement et de la corrosion par un milieu environnant agressif.